# Hipótese interdimensional
A Hipótese Interdimensional está ligada a Ufologia, campo de estudo dos chamados Objetos Voadores Não Identificados (OVNI). Segundo essa hipótese, os OVNIs e os fenômenos a eles associados, como as abduções, procedem de outros Universos que compõem o Multiverso, coexistindo com o Universo que conhecemos. A origem desses fenômenos não necessariamente procede de algum local do tecido do espaço a nossa volta, podendo estar coabitando conosco o próprio planeta Terra, transcendendo tanto o tempo como o espaço. Além disso, seriam manifestações modernas de antigos mitos ao longo da história, interpretados anteriormente como entidades mitológicas ou sobrenaturais, como fadas, duendes, súcubos e íncubos. Tratar-se-ia de um sistema espiritual, de controle, que atua sobre os seres humanos, através do uso de símbolos para interação em nível psíquico. No entanto, os fenômenos podem também se manifestar fisicamente.

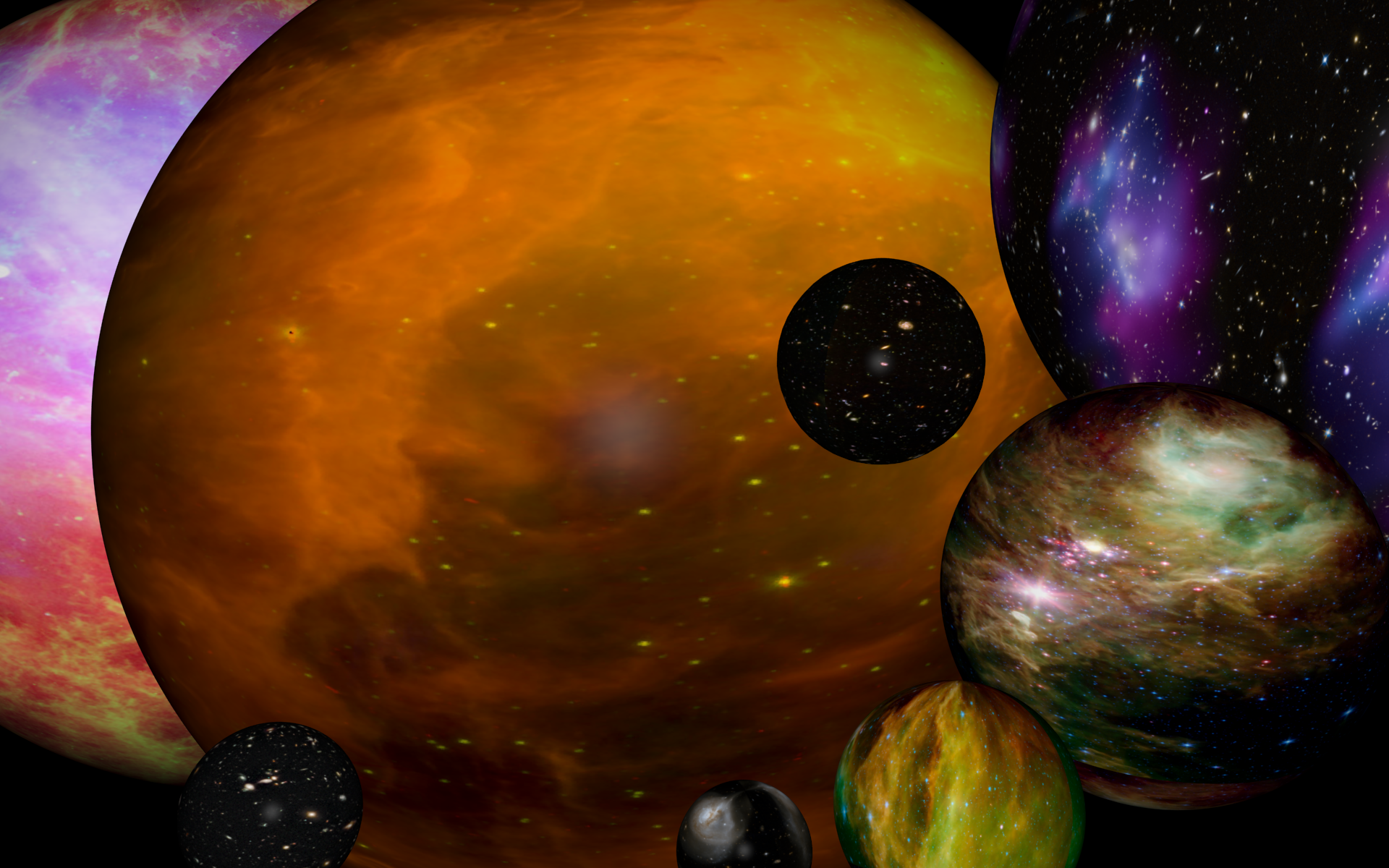
Multiverse

## Desenvolvimento
O desenvolvimento completo da hipótese se atribui ao astrofísico Jacques Vallee, inicialmente desenvolvida em seu livro "Passport to Magonia: From Folklore to Flying Saucers" de 1969 e elaboração final da hipótese em seu livro "Dimensions: a UFOcase Alien Contact" de 1988.

### Magonia, Jacques Vallee (livro)

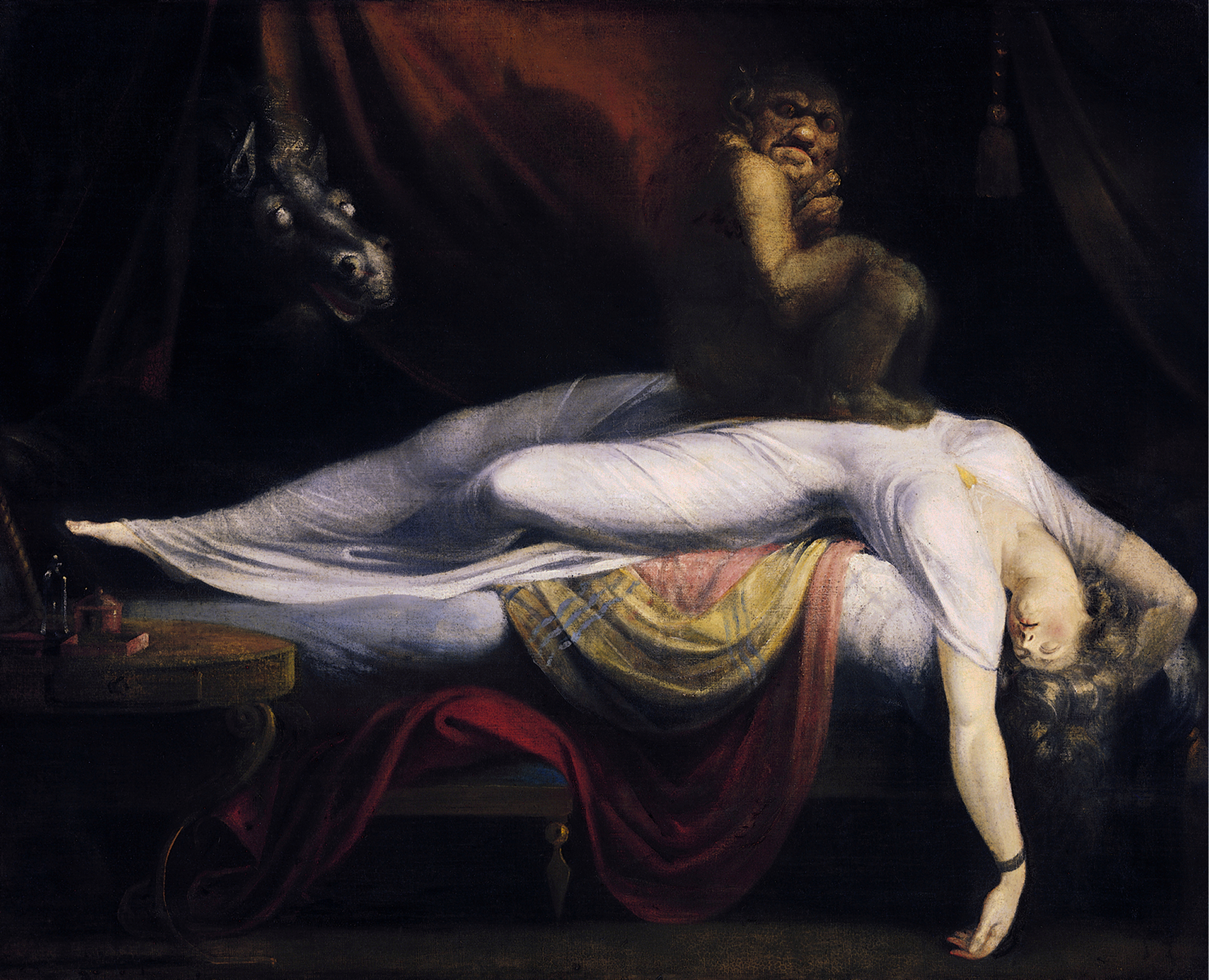
John Henry Fuseli - The Nightmare (Íncubo)

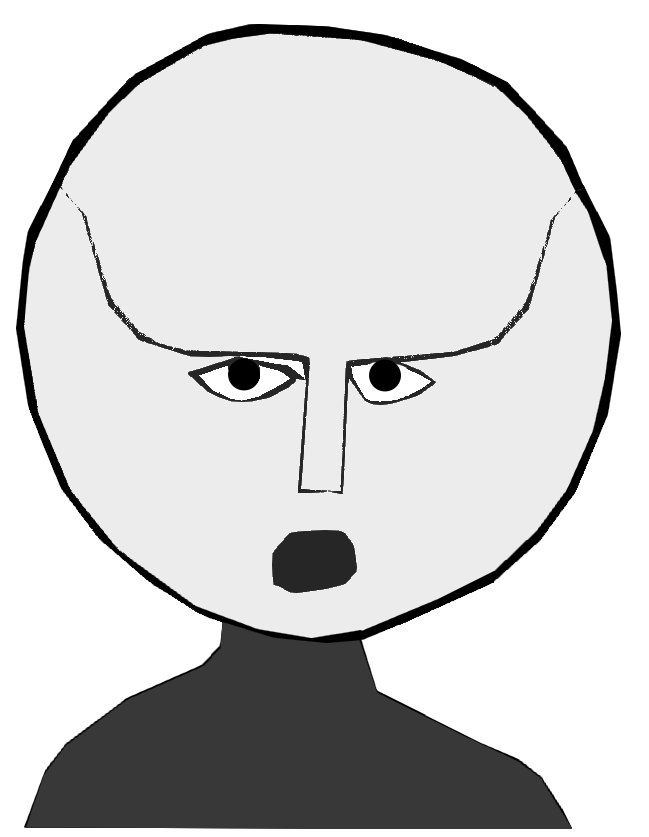
Valensole humanoid, :fr:Rencontre de Valensole, França, 1965

O livro Passaporte a Magonia de Jacques Vallee, foi publicado pela primeira vez em 1969, contando atualmente com edições na língua inglesa, francesa e espanhola. Não há uma publicação na língua portuguesa. O Livro aborda o mito dos OVNIs e argumenta que coincide em alto grau com a fé nas fadas das religiões célticas, observações de eruditos antigos e a crença, amplamente difundida, acerca de seres cujas características se assemelham aos alegados visitantes extraterrestres. O comportamento desses visitantes é invariavelmente tão absurdo, quanto ridículo é o aspecto de sua nave. Geralmente suas declarações resultam falsas. Esta absurda conduta afasta os cientistas do estudo do fenômeno, e serve para acrescentar ao mito aspectos religiosos e místicos.
Abaixo, citações do livro Passaporte a Magonia, traduzidos da edição espanhola de 1972:
Vallee lançou algumas proposições no livro Passaporte a Magonia:
Proposição 1: A conduta de visitantes não humanos ao planeta, ou a conduta de um a raça superior que coexista conosco aqui, não teria que parecer lógica para o observador humano.
Proposição 2: O tempo continua enigmático para os físicos modernos, disso se deduz que qualquer teoria do Universo que não tenha em conta nossa ignorância a esse respeito, provavelmente não passará de um exercício acadêmico. Em particular, semelhante teoria nunca poderia esgrimir-se seriamente em uma discussão acerca das limitações impostas a possíveis visitantes interplanetários.
Proposição 3: Todo o enigma contêm elementos de um mito, que poderia ser utilizado para fins políticos ou sociológicos.
Arremata que a busca talvez seja inútil. A solução talvez permaneça para sempre fora de nosso alcance, "(...) a aparente lógica de nossas deduções mais elementares podem evaporar-se.".

### Dimensions, Jacques Vallee (livro)

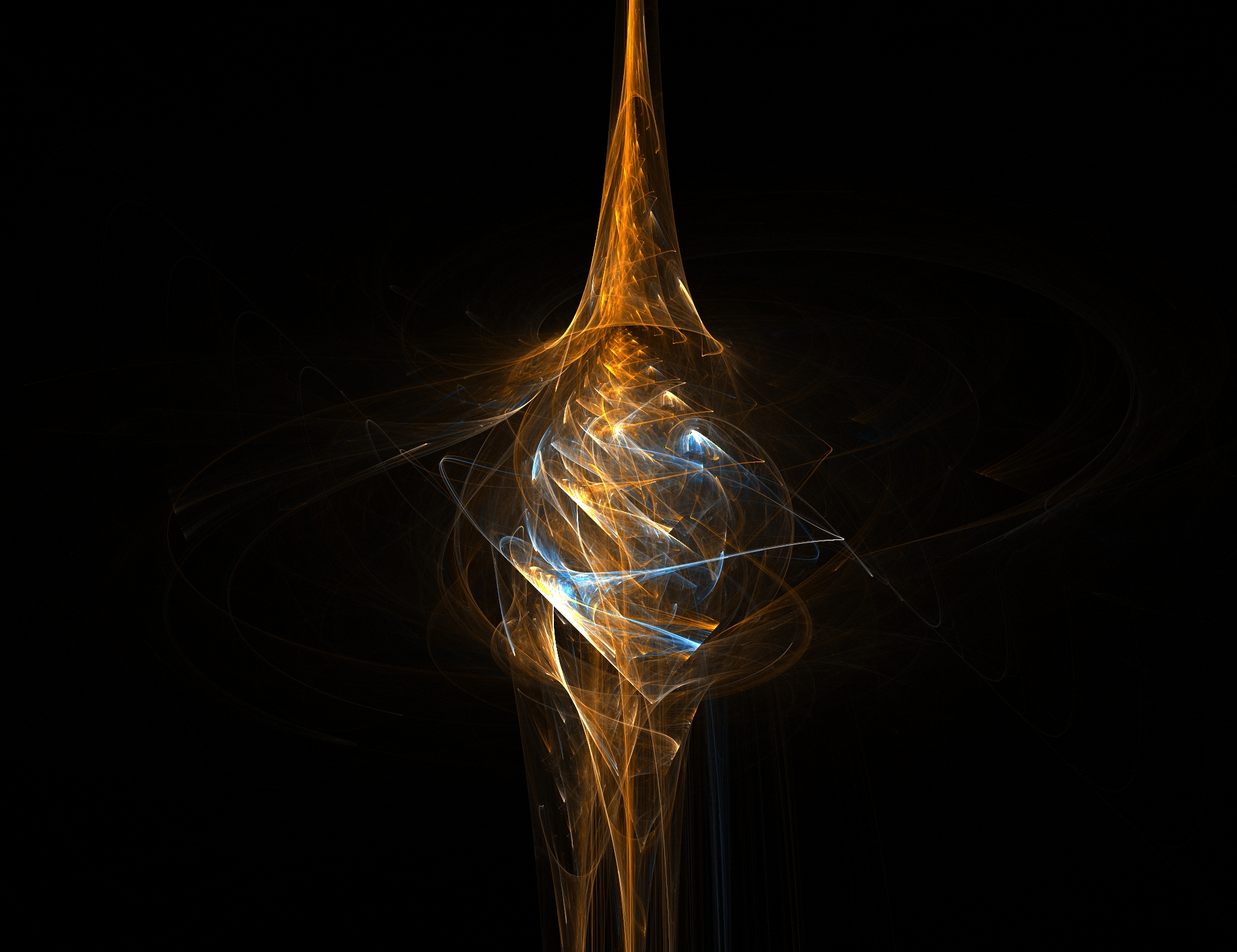
Flame Apophysis Fractal Flame

Em 1988, Vallee publicou o livro "Dimensions: A Casebook of Alien Contact", aprimorando a tese proposta em Magonia. Jacques Vallee declara que a tese extraterrestre não é estranha o suficiente para explicar o fenômeno ufológico.
Defende que o fenômeno UFO representa a evidência para outras dimensões além do espaço-tempo; os OVNIs podem não vir do espaço comum, mas a partir de um multiverso ao nosso redor. Acredita na existência de um sistema em torno de nós que transcende o tempo, uma vez que transcende o espaço. Uma inteligência alienígena que pode se disfarçar como um invasor marciano, como um deus primitivo, como a Santíssima Virgem, como uma frota de aeronaves.
Não sãos manifestações de uma espaçonave comum, no sentido de porcas e parafusos. Os OVNIs são manifestações físicas que simplesmente não podem ser entendidas para além da sua realidade psíquica e simbólica.
"O mecanismo das aparições, em tempos lendários, históricos e modernos, é padrão e segue o modelo dos milagres religiosos. Vários casos, que carregam o selo oficial da Igreja Católica como aquelas em Nossa Senhora de Fátima e Nossa Senhora de Guadalupe, são, na verdade - se aplica estritamente a interpretação - nada mais do que o fenômeno UFO, onde a entidade tenha dado uma mensagem tendo a ver com crenças religiosas, em vez do espaço ou engenharia."
O fenômeno seria uma das maneiras através das quais uma forma de inteligência estranha e de complexidade incrível está se comunicando conosco simbolicamente.
Não há nenhuma indicação de que é extraterrestre. Em vez disso, há evidências de que ela tem acesso a processos psíquicos que ainda não dominamos ou mesmo pesquisamos.

## Contribuições de Aimé Michel
fr:Aimé Michel (1919 - 1992), foi um escritor, filosofo e ufólogo francês que pensou a temática OVNI e contribuiu, nas próprias palavras de Vallee, para a maturação do conceito Interdimensional para a fenomenologia OVNI.
O filosofo francês escreveu livros e artigos sobre os "Soucoupes volantes", desenvolvendo vários dos modernos conceitos hoje aplicados ao fenômeno.
Aimé escreveu que seres vindos de lugares tão distantes, com fantásticas despesas de energia, não viriam a Terra para fazer apenas algumas acrobacias, geralmente na frente de pessoas comuns. Tal suposição seria insuportável. O contato deveria ser o resultado esperado, mas ele não aconteceu, sendo assim, os discos voadores são um absurdo. Também se debruçou sobre a questão do contato entre seres muito diferentes, e, se entre humanos e alienígenas, não poderíamos tentar reduzir seus pensamentos aos termos dos nossos; provavelmente não compreenderíamos sua tecnologia e seu psiquismo, tanto quanto difícil seria para esses visitantes também. E que não devemos achar irracional a possibilidade da existência de seres mais evoluídos, simplesmente porque seriam incompreensíveis, estando além dos limites do nosso estágio de desenvolvimento fisiológico.
No livro "The Humanoids", uma coletânea de artigos organizados por Charles Bowen, Aimé escreveu o capítulo "The Problems of Non-Contact". Abaixo, citações traduzidas:

## Parceria com J. Allen Hynek

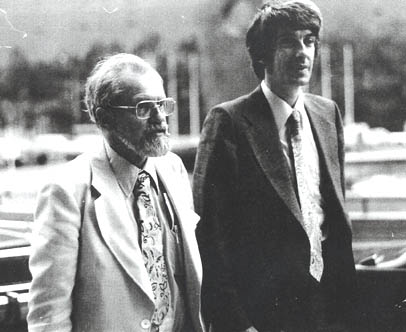
Allen Hynek Jacques Vallee 1

O falecido astrônomo e ufólogo J. Allen Hynek em 1975 publicou junto com Vallee o livro "The Edge of Reality: a progress report on unidentified flying objects", abordando a hipótese interdimensional, Hynek escreve:
Em 1977 no "I International UFO Congress" em Chicago, EUA, segundo os anais compilados por Curtis G. Fuller, defendeu a hipótese interdimensional em detrimento da hipótese extraterrestre para o fenômeno.
Em fevereiro de 1985 em entrevista a Omini Magazine disse:

## Communionde Whitley Strieber

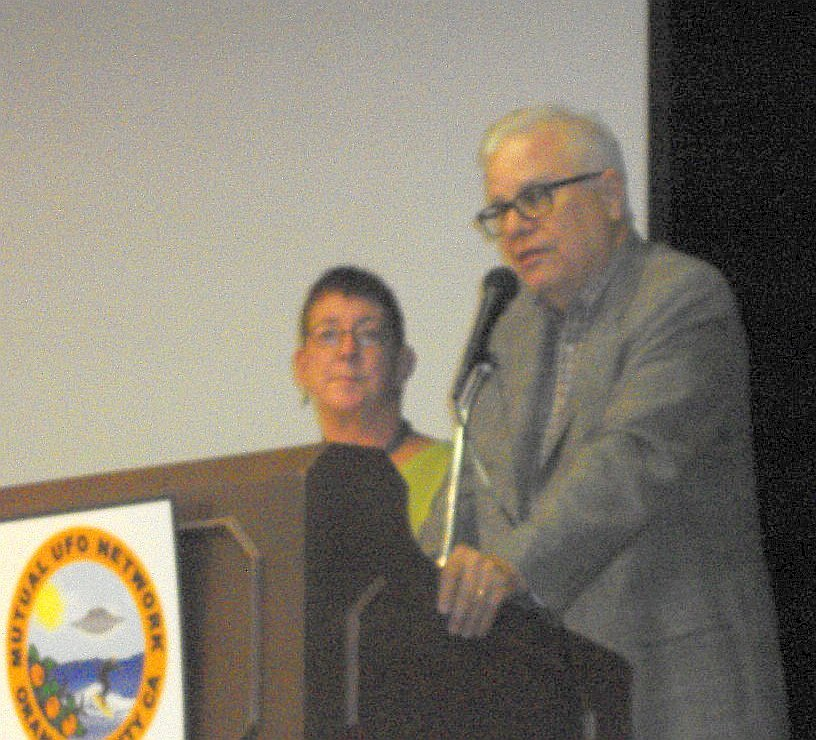
WhitleyAnne3

O escritor en:Whitley Strieber, é conhecido por romances de terror e pelo livro en:Communion (book), obra baseada em supostas histórias reais do autor, nas quais descreve suas experiências com entidades não humanas. Foi adaptado por Hollywood em filme de mesmo nome: en:Communion (1989 film).
Em 1988 o escritor prefaciou o livro Dimensions'(Vallee) e resumiu particularmente uma das facetas da proposta de Vallee: que a força que agora aparece sob a forma de UFOs e manifestações associadas, surgiu na história muitas vezes, funcionando como uma espécie de mecanismo de controle influenciando assuntos humanos, muitas vezes profundamente. Demonstra que o Milagre do Sol ocorrido nas Aparições de Fátima foi uma espécie de fenômeno hibrido: religioso e também um clássico encontro UFO. Não poderia tal real tecnologia estar por trás de milagres e aparições que fizeram tanto para influenciar o crescimento de nossas culturas? Com efeito, visto a partir dessa perspectiva, grandes religiões podem ter surgido de experiências visionárias que pertencem, de fato, ao campo UFO. Assim, o fenômeno além de influenciar nossa evolução, se torna seu motor primário. Poderia muito bem ser a influência mais importante de nossa história. E é sem dúvida mais ativo agora em escala global do que jamais esteve antes.
Em seu livro Solving the Communion Enigma de 2011, Strieber reflete sobre como os avanços na compreensão científica lançaram luz sobre os acontecimentos descritos em seu livro de 1987, Communion, principalmente que universos paralelos podem ser fisicamente reais e que viagens no tempo podem ser possíveis. Strieber conclui que a espécie humana está sendo pastoreada até um nível mais elevado de compreensão e existência dentro de um "multiverso" inesgotável de matéria, energia, espaço e tempo.

## Os Ultraterrestres de John Keel
John Keel, jornalista, escritor e ufólogo americano, falecido em 2009, conhecido por popularizar o termo Homens de Preto, numa época em que ainda acreditava na explicação extraterrestre para o fenômeno ufológico. Em 1971 em seu livro Our Haunted Planet cunhou o termo Ultraterrestre para o fenômeno. Ele descreve os ocupantes dos OVNIs não como visitantes alienígenas da Terra, mas uma civilização terrestre avançada, constituída de fenômenos que mudam de forma, a partir de outra ordem de existência, que pode ou não ser humana.
Em seu livro de 1970, "UFOs: en:Operation Trojan Horse (book)", sugeriu que muitos aspectos dos modernos relatos de UFOs, incluindo encontros com humanoides, frequentemente tem paralelos com o folclore antigo e visões religiosas. Escreveu: "Ufologia é apenas outro nome para demonologia" e alegou que ele não se considerava um ufólogo, mas um demonologista.
Keel escreveu: